# 乐羊
乐羊（？—？），中山国人，战国时魏国的大将。是乐毅的先祖。

## 生平
乐羊初为魏相国翟璜门客，魏文侯发兵攻打中山国，翟璜举荐了乐羊。可是乐羊之子乐舒是中山王的将领，而且曾杀死了翟璜之子翟靖。但是翟璜深知乐羊为人，不计恩怨，力保乐羊为帅。
乐羊出兵后，乐舒多次到乐羊大帐请求父亲退兵，但是乐羊不肯。中山国桓公及大臣烹杀他的儿子，煮成肉羹送给他，乐羊饮羹以诀志。随后大败中山国。
魏文侯赏赐了他，将其封在灵寿，称灵寿君，但是认为他心地残忍，没有父子骨肉之情。乐羊死后，葬于灵寿。